# 印度白天牛
印度白天牛（学名：Olenecamptus indianus）为天牛科白天牛屬下的一个种。